# 张志公
张志公（1918年11月—1997年5月20日），河北南皮人，生于北京，中华人民共和国语言学家、语文教育家，中国民主促进会中央委员会原常务委员。